# 1234. grenadirski polk (Wehrmacht)
1233. grenadirski polk (izvirno nemško 1233. Grenadier-Regiment; kratica 1233. GR) je bil pehotni polk Heera v času druge svetovne vojne.

## Zgodovina
Polk je bil ustanovljen 4. februarja 1945 iz šolskih enot za obrambo Frankfurta na Odri.